# Haugesund Stadion
Lo Haugesund Stadion è lo stadio dello Haugesund e del Vard Haugesund. Si tratta anche dell'impianto che ospita le manifestazioni organizzate dallo Haugesund Idrettslag. Qui si tennero anche i campionati nazionali di atletica nel 1965 e nel 1981. Ospitò in 2 circostanze la Norvegia under 21: il 23 giugno 1976 per la sfida contro la Danimarca under 21 e il 19 aprile 2004 per quella contro il Portogallo under 21.